# Jerry Givens
Jerry Bronson Givens (3 de diciembre de 1952 - 13 de abril de 2020) fue el principal verdugo de Virginia desde 1982 hasta 1999, durante el cual ejecutó a 62 personas, incluidos dos de los Hermanos Briley. Pasó la mayor parte de su carrera en el sistema correccional de Virginia, e inicialmente fue partidario de la pena capital. Sin embargo, a partir de 1999, pasó cuatro años en prisión por perjurio y lavado de dinero. Esta experiencia, junto con la revelación de que Earl Washington Jr., a quien Givens casi había ejecutado en 1985 antes de que su sentencia fuera conmutada por cadena perpetua, era inocente, transformó a Givens en un opositor abierto de la pena de muerte, que pasó el resto de su vida haciendo campaña contra la pena capital. Murió de COVID-19 durante la pandemia de coronavirus 2020.

## Primeros años
Givens nació el 3 de diciembre de 1952 en Richmond, el menor de los cuatro hijos de sus padres de clase trabajadora. Cuando era adolescente, fue testigo de una joven, a quien había estado a punto de pedir bailar, muerta a tiros en una fiesta. Asistió a la Universidad Johnson C. Smith con una beca de fútbol, pero se retiró después de sufrir una lesión. Cuando era joven, trabajó en una planta de tabaco Phillip Morris, pero perdió su trabajo después de una pelea con un compañero de trabajo. Posteriormente, fue contratado como guardia en la Penitenciaría del Estado de Virginia. En 1973 o 1974, se casó con Sadie Travers.

## Ejecutor jefe
En 1982, el principal verdugo de Virginia se retiró y Givens fue ascendido al puesto. Durante los siguientes diecisiete años, ejecutó a 62 personas, 37 por silla eléctrica y, a partir de 1994, 25 por inyección letal. Encontró el último método más molesto, comentando en 2019 que "cuando se trata de presionar ese botón, lo único que se podía escuchar era el zumbido de la máquina, pero cuando se trata de la inyección letal se obtiene el con una jeringa en la mano y estás viendo cómo los químicos caen en un tubo de plástico en su brazo. Te sientes más apegado". Entre los que ejecutó estaban los asesinos en serie Linwood y James Briley. También estaba programado para ejecutar a Earl Washington Jr., pero la sentencia de muerte de Washington se suspendió en espera de su apelación antes de ser finalmente conmutado por el gobernador Douglas Wilder a cadena perpetua en 1994. No habló con amigos o familiares sobre su trabajo, e incluso su esposa solo se enteró de que era un verdugo en 1999. 
Aunque inicialmente fue partidario de la pena capital (se había ofrecido voluntario para ayudar en las ejecuciones, antes de su nombramiento como jefe de ejecución), dijo que las personas ejecutoras lo dejaron "aturdido", y que él "[sintió] para la familia del condenado". No disfrutaba de las ejecuciones, pero se describía a sí mismo como "adicto" a ellas. Tenía la intención de renunciar a su papel después de su centésima ejecución. Rezó con los condenados antes de sus ejecuciones, y a menudo le confesaban sus crímenes. 
Se vio obligado a renunciar como jefe de verdugos en 1999 como resultado de los cargos penales en su contra.

## Problemas legales y cambio de opinión
En 1999, fue condenado por perjurio y lavado de dinero, derivado de la compra de un vehículo con dinero que supuestamente sabía que provenía de la venta de drogas ilegales. Mantuvo su inocencia, culpando a un amigo de la infancia que, según él, pensó que cambió su vida, pero que estuvo cuatro años en prisión. Mientras estaba allí, Givens, que ya era un hombre religioso, se dedicó a leer la Biblia y a contemplar las enseñanzas de Jesucristo sobre el perdón. También fue mientras estaba en prisión cuando se enteró de que Earl Washington Jr. era inocente de los crímenes por los que Givens casi lo había ejecutado y había sido exonerado por pruebas de ADN. Esta revelación tuvo un efecto importante en el pensamiento de Givens: describió a Dios respondiendo sus oraciones "llevándome a prisión y sacando a Earl Washington". Se volvió contra la pena de muerte. 

## Trabajo de defensa
Al salir de prisión, Givens consiguió un trabajo conduciendo camiones para una empresa que instaló y reparó barandillas. También se dedicó a hacer campaña contra la pena de muerte. Sirvió en la junta de Virginians para Alternativas a la Pena de Muerte, y en la junta de asesores de Acción de Pena de Muerte. Se dirigió a la Asamblea General de Virginia en 2010, donde fue acreditado por Chap Petersen por ayudar a derrotar un proyecto de ley para ampliar la pena de muerte a los cómplices de asesinatos, y el Congreso Mundial contra la Pena de Muerte en Bruselas en 2019. También fue autor de memorias, Another Day Is Not Promised, publicado en 2012. Describió su trabajo de defensa como "una misión de Dios".

## Muerte
Givens murió el 13 de abril de 2020, en un hospital de Richmond, por complicaciones de COVID-19. Tenía 67 años. Le sobrevivieron su esposa, su madre, dos hijastros, tres hermanos, cinco nietos y un bisnieto.